# Кинг, Джон (политик)
Джон Б. Кинг-мл. (англ. John B. King Jr.; род. 5 января 1975, Нью-Йорк) — американский политик, 10-й министр образования США в кабинете Барака Обамы (2016—2017).

## Биография
Джон Кинг — наполовину афроамериканец, наполовину — пуэрториканец. В возрасте 8 лет потерял мать (она умерла от сердечного приступа); отец страдал болезнью Альцгеймера и умер, когда мальчику исполнилось 12 лет. Впоследствии Джон жил у разных родственников, но больше всего любил проводить время в школе — будучи уже взрослым, высказывал благодарность учителям, которые, по его словам, спасли ему жизнь. Благодаря успехам в учёбе, получил стипендию для обучения в престижной частной средней школе — академии Филлипса в Эндовере, но взбунтовался против строгих порядков и был исключён.
Кинг получил степень бакалавра искусств в Гарвардском университете и доктора права в Йельской школе права. Окончив Учительский колледж Колумбийского университета, он получил степень доктора образования (Doctor of Education).
В 1999 году Кинг основал в районе Бостона свою первую независимую школу с государственным финансированием — так называемую «субсидируемую школу» (charter school), которая получила известность как одно из лучших средних учебных заведений в Массачусетсе. Впоследствии как управляющий директор организации Uncommon Schools открыл в Нью-Йорке ещё несколько аналогичных школ (в общей сложности эта ассоциация управляет 24 школами, в которых дети из необеспеченных семей получают необходимую подготовку для поступления в колледж). В 2011 году возглавил Комиссию по образованию штата Нью-Йорк, в новой должности занимался внедрением новой системы оценки труда учителей (Common Core State Standards), которая предполагала учёт академической успеваемости учащихся и расширение сети независимых «субсидируемых школ». Не смог наладить отношения с профсоюзами, и в 2014 году Союз учителей Нью-Йорка потребовал его отставки.
В январе 2015 года занял должность заместителя министра образования США Арне Дункана. 2 октября 2015 года тот объявил, что в конце года оставит должность, и президент Обама сразу объявил Джона Кинга исполняющим обязанности министра после ухода Дункана, без официального назначения до истечения срока президентских полномочий. С 1 января 2016 года Кинг стал исполняющим обязанности министра, в феврале Обама, вопреки своим первоначальным намерениям, предложил его кандидатуру на должность министра, и 14 марта 2016 года Сенат большинством 49 голосов против 40 утвердил это назначение (при этом семь республиканцев проголосовали «за»).

## Личная жизнь
В период работы в Бостоне Кинг познакомился с воспитательницей детского сада в Нью-Йорке и выпускницей колледжа Уильямса (Williams College) Мелиссой Стил. Она переехала в Бостон, впоследствии у супругов родились две дочери.